# Alicio Solalinde
Alicio Ignacio Solalinde Miers (1º febbraio 1952) è un allenatore di calcio ed ex calciatore paraguaiano, di ruolo attaccante.

## Palmarès

### Giocatore

#### Club

##### Competizioni nazionali
- Campionato paraguaiano: 5

Olimpia: 1979, 1980, 1981, 1982, 1983

##### Competizioni internazionali
- Coppa Libertadores: 1

Olimpia: 1979
- Coppa Intercontinentale: 1

Olimpia: 1979
- Coppa Interamericana: 1

Olimpia: 1979

#### Nazionale
- Coppa America: 1

1979

### Allenatore
- Campionato paraguaiano: 2

Olimpia: 1999, 2000